# Johann Christian Rölemann Quadt von Wickrath

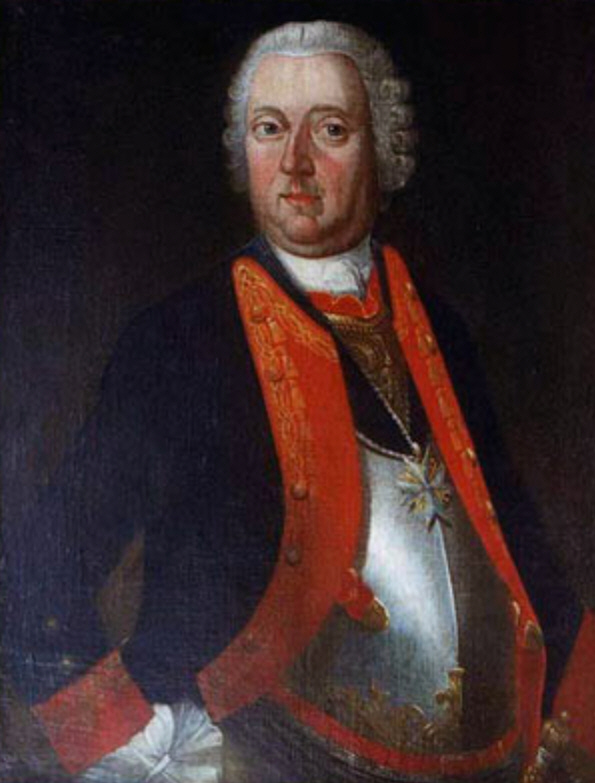
Johann Cristian Rölemann Quadt von Wickrath zu Zoppenbruch (1699–1756)

Freiherr Johann Cristian Rölemann Quadt von Wickrath zu Zoppenbruch (* 12. Oktober 1699; † 3. Oktober 1756 in Lobositz) war königlich-preußischer Generalmajor, Chef des Infanterie-Regiments Nr. 9 sowie Domdechant von Kolberg.

## Leben
Seine Eltern waren der königlich preußische Staatsminister Ludwig Alexander Rölemann von Quadt (1675–1745) und dessen Frau Albertine Sybille von Hüchtenbrock. Sein Bruder war der General Friedrich Wilhelm Quadt zu Wickrath.
Am 1. September 1716 wurde er Fähnrich im Infanterie-Regiment Nr. 1 (Wartensleben). 1719 wurde er als Hauptmann zum Infanterie-Regiment Nr. 15 (Koenen) versetzt. 1728 wurde er Major und am 21. Juli 1733 Drost von Goch und Sennep in klevischen. 1740 wurde er Oberstleutnant im Infanterie-Regiment Nr. 34 (Prinz Ferdinand) und 1743 Oberst. Im Mai 1747 wurde er zum Generalmajor ernannt und im Oktober 1747 wurde er Chef des Infanterie-Regiments Nr. 9. 1748 wurde er Domdechant von Kolberg, eine Stelle, die er bald wieder verkaufte.
Er kämpfte in den Schlachten von Chotusitz und Kesselsdorf. In der Schlacht bei Lobositz am 1. Oktober 1756 wurde er schwer verwundet und starb zwei Tage später an seinen Verletzungen.

## Familie
Er war mit Freiin Hermine Margarethe von Wartensleben (* 2. Oktober 1694; † 27. Januar 1755 in Hamm) verheiratet. Sie war die Tochter des Simon Elmershausen von Wartensleben. Das Paar hatte zwei Töchter:
- Elisabeth  (* 10. September 1734) ⚭  Dietrich Christoph Gisbert Bernd Vogt von Elspe
- Konradine Dorothea Charlotte (* 9. August 1736; † 2. Juni 1802) ⚭ Carl Ludwig Christian von Wartensleben auf Exten (* 24. Juli 1733; † 1. April 1805) Holländischer General[2]